# Medalhistas olímpicos do atletismo (feminino)

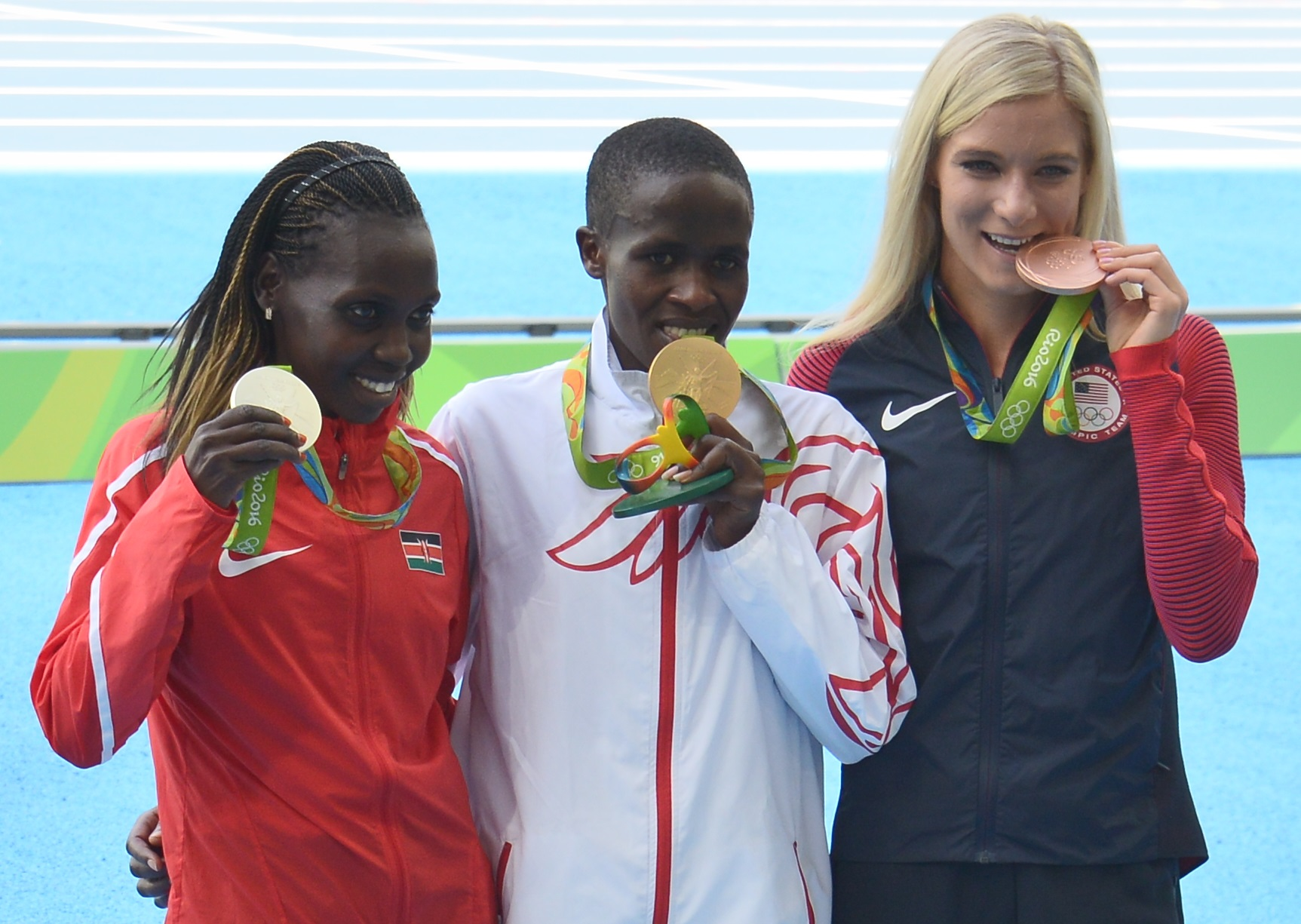
Medalhistas dos 3000 metros com obstáculos nos Jogos Olímpicos de 2016

Esta é uma lista dos medalhistas olímpicos do atletismo entre as mulheres. O atletismo é disputado em Jogos Olímpicos desde Atenas 1896, mas eventos femininos só foram introduzidos a partir de Amsterdã 1928.

## Eventos atuais

### Provas de pista

#### 400 metros
| Evento                           | Ouro                                       | Prata                                      | Bronze                                       |
| -------------------------------- | ------------------------------------------ | ------------------------------------------ | -------------------------------------------- |
| Tóquio 1964 (detalhes)           | Betty Cuthbert AUS Austrália               | Ann Packer GBR Grã-Bretanha                | Judy Amoore AUS Austrália                    |
| Cidade do México 1968 (detalhes) | Colette Besson FRA França                  | Lillian Board GBR Grã-Bretanha             | Natalya Pechonkina URS União Soviética       |
| Munique 1972 (detalhes)          | Monika Zehrt GDR Alemanha Oriental         | Rita Wilden FRG Alemanha Ocidental         | Kathy Hammond USA Estados Unidos             |
| Montreal 1976 (detalhes)         | Irena Szewińska POL Polônia                | Christina Lathan GDR Alemanha Oriental     | Ellen Stropahl-Streidt GDR Alemanha Oriental |
| Moscou 1980 (detalhes)           | Marita Koch GDR Alemanha Oriental          | Jarmila Kratochvílová TCH Checoslováquia   | Christina Lathan GDR Alemanha Oriental       |
| Los Angeles 1984 (detalhes)      | Valerie Brisco-Hooks USA Estados Unidos    | Chandra Cheeseborough USA Estados Unidos   | Kathy Smallwood-Cook GBR Grã-Bretanha        |
| Seul 1988 (detalhes)             | Olga Bryzgina URS União Soviética          | Petra Schersing GDR Alemanha Oriental      | Olga Nazarova URS União Soviética            |
| Barcelona 1992 (detalhes)        | Marie-José Perec FRA França                | Olga Bryzgina EUN Equipa Unificada         | Ximena Restrepo COL Colômbia                 |
| Atlanta 1996 (detalhes)          | Marie-José Perec FRA França                | Cathy Freeman AUS Austrália                | Falilat Ogunkoya NGR Nigéria                 |
| Sydney 2000 (detalhes)           | Cathy Freeman AUS Austrália                | Lorraine Graham JAM Jamaica                | Katharine Merry GBR Grã-Bretanha             |
| Atenas 2004 (detalhes)           | Tonique Williams-Darling BAH Bahamas       | Ana Guevara MEX México                     | Natalya Antyukh RUS Rússia                   |
| Pequim 2008 (detalhes)           | Christine Ohuruogu GBR Grã-Bretanha        | Shericka Williams JAM Jamaica              | Sanya Richards-Ross USA Estados Unidos       |
| Londres 2012 (detalhes)          | Sanya Richards-Ross USA Estados Unidos     | Christine Ohuruogu GBR Grã-Bretanha        | DeeDee Trotter USA Estados Unidos            |
| Rio 2016 (detalhes)              | Shaunae Miller-Uibo BAH Bahamas            | Allyson Felix USA Estados Unidos           | Shericka Jackson JAM Jamaica                 |
| Tóquio 2020 (detalhes)           | Shaunae Miller-Uibo BAH Bahamas            | Marileidy Paulino DOM República Dominicana | Allyson Felix USA Estados Unidos             |
| Paris 2024 (detalhes)            | Marileidy Paulino DOM República Dominicana | Salwa Eid Naser BRN Bahrein                | Natalia Kaczmarek POL Polônia                |

#### 800 metros
| Evento                           | Ouro                                   | Prata                                   | Bronze                                    |
| -------------------------------- | -------------------------------------- | --------------------------------------- | ----------------------------------------- |
| Amsterdã 1928 (detalhes)         | Lina Radke GER Alemanha                | Kinue Hitomi JPN Japão                  | Inga Gentzel SWE Suécia                   |
| Roma 1960 (detalhes)             | Lyudmila Shevtsova URS União Soviética | Brenda Jones AUS Austrália              | Ursula Donath EUA Equipe Alemã Unida      |
| Tóquio 1964 (detalhes)           | Ann Packer GBR Grã-Bretanha            | Maryvonne Dupureur FRA França           | Marise Chamberlain NZL Nova Zelândia      |
| Cidade do México 1968 (detalhes) | Madeline Manning USA Estados Unidos    | Ileana Silai ROU Romênia                | Maria Gommers NED Países Baixos           |
| Munique 1972 (detalhes)          | Hildegard Falck FRG Alemanha Ocidental | Nijolė Sabaitė URS União Soviética      | Gunhild Hoffmeister GDR Alemanha Oriental |
| Montreal 1976 (detalhes)         | Tatyana Kazankina URS União Soviética  | Nikolina Shtereva BUL Bulgária          | Elfi Zinn GDR Alemanha Oriental           |
| Moscou 1980 (detalhes)           | Nadiya Olizarenko URS União Soviética  | Olga Mineeva URS União Soviética        | Tatyana Providokhina URS União Soviética  |
| Los Angeles 1984 (detalhes)      | Doina Melinte ROU Romênia              | Kim Gallagher USA Estados Unidos        | Fiţa Lovin ROU Romênia                    |
| Seul 1988 (detalhes)             | Sigrun Wodars GDR Alemanha Oriental    | Christine Wachtel GDR Alemanha Oriental | Kim Gallagher USA Estados Unidos          |
| Barcelona 1992 (detalhes)        | Ellen van Langen NED Países Baixos     | Liliya Nurutdinova EUN Equipa Unificada | Ana Fidelia Quirot CUB Cuba               |
| Atlanta 1996 (detalhes)          | Svetlana Masterkova RUS Rússia         | Ana Fidelia Quirot CUB Cuba             | Maria de Lurdes Mutola MOZ Moçambique     |
| Sydney 2000 (detalhes)           | Maria de Lurdes Mutola MOZ Moçambique  | Stephanie Graf AUT Áustria              | Kelly Holmes GBR Grã-Bretanha             |
| Atenas 2004 (detalhes)           | Kelly Holmes GBR Grã-Bretanha          | Hasna Benhassi MAR Marrocos             | Jolanda Čeplak SLO Eslovênia              |
| Pequim 2008 (detalhes)           | Pamela Jelimo KEN Quênia               | Janeth Jepkosgei Busienei KEN Quênia    | Hasna Benhassi MAR Marrocos               |
| Londres 2012 (detalhes)          | Caster Semenya RSA África do Sul       | Pamela Jelimo KEN Quênia                | Alysia Montaño USA Estados Unidos         |
| Rio 2016 (detalhes)              | Caster Semenya RSA África do Sul       | Francine Niyonsaba BDI Burundi          | Margaret Wambui KEN Quênia                |
| Tóquio 2020 (detalhes)           | Athing Mu USA Estados Unidos           | Keely Hodgkinson GBR Grã-Bretanha       | Raevyn Rogers USA Estados Unidos          |
| Paris 2024 (detalhes)            | Keely Hodgkinson GBR Grã-Bretanha      | Tsige Duguma ETH Etiópia                | Mary Moraa KEN Quênia                     |

#### 1500 metros
| Evento                      | Ouro                                  | Prata                                       | Bronze                                   |
| --------------------------- | ------------------------------------- | ------------------------------------------- | ---------------------------------------- |
| Munique 1972 (detalhes)     | Lyudmila Bragina URS União Soviética  | Gunhild Hoffmeister GDR Alemanha Oriental   | Paola Pigni ITA Itália                   |
| Montreal 1976 (detalhes)    | Tatyana Kazankina URS União Soviética | Gunhild Hoffmeister GDR Alemanha Oriental   | Ulrike Klapezynski GDR Alemanha Oriental |
| Moscou 1980 (detalhes)      | Tatyana Kazankina URS União Soviética | Christiane Wartenberg GDR Alemanha Oriental | Nadiya Olizarenko URS União Soviética    |
| Los Angeles 1984 (detalhes) | Gabriella Dorio ITA Itália            | Doina Melinte ROU Romênia                   | Maricica Puică ROU Romênia               |
| Seul 1988 (detalhes)        | Paula Ivan ROU Romênia                | Laimutė Baikauskaitė URS União Soviética    | Tetyana Samolenko URS União Soviética    |
| Barcelona 1992 (detalhes)   | Hassiba Boulmerka ALG Argélia         | Lyudmila Rogachova EUN Equipa Unificada     | Qu Yunxia CHN China                      |
| Atlanta 1996 (detalhes)     | Svetlana Masterkova RUS Rússia        | Gabriela Szabó ROU Romênia                  | Theresia Kiesl AUT Áustria               |
| Sydney 2000 (detalhes)      | Nouria Mérah-Benida ALG Argélia       | Violeta Szekely ROU Romênia                 | Gabriela Szabó ROU Romênia               |
| Atenas 2004 (detalhes)      | Kelly Holmes GBR Grã-Bretanha         | Tatyana Tomashova RUS Rússia                | Maria Cioncan ROU Romênia                |
| Pequim 2008 (detalhes)      | Nancy Langat KEN Quênia               | Iryna Lishchynska UKR Ucrânia               | Nataliya Tobias UKR Ucrânia              |
| Londres 2012 (detalhes)     | Maryam Yusuf Jamal BRN Bahrein        | Abeba Aregawi ETH Etiópia                   | Shannon Rowbury USA Estados Unidos       |
| Rio 2016 (detalhes)         | Faith Kipyegon KEN Quênia             | Genzebe Dibaba ETH Etiópia                  | Jennifer Simpson USA Estados Unidos      |
| Tóquio 2020 (detalhes)      | Faith Kipyegon KEN Quênia             | Laura Muir GBR Grã-Bretanha                 | Sifan Hassan NED Países Baixos           |
| Paris 2024 (detalhes)       | Faith Kipyegon KEN Quênia             | Jessica Hull AUS Austrália                  | Georgia Bell GBR Grã-Bretanha            |

#### 5000 metros
| Evento                  | Ouro                           | Prata                        | Bronze                         |
| ----------------------- | ------------------------------ | ---------------------------- | ------------------------------ |
| Atlanta 1996 (detalhes) | Wang Junxia CHN China          | Pauline Konga KEN Quênia     | Roberta Brunet ITA Itália      |
| Sydney 2000 (detalhes)  | Gabriela Szabo ROU Romênia     | Sonia O'Sullivan IRL Irlanda | Gete Wami ETH Etiópia          |
| Atenas 2004 (detalhes)  | Meseret Defar ETH Etiópia      | Isabella Ochichi KEN Quênia  | Tirunesh Dibaba ETH Etiópia    |
| Pequim 2008 (detalhes)  | Tirunesh Dibaba ETH Etiópia    | Meseret Defar ETH Etiópia    | Sylvia Kibet KEN Quênia        |
| Londres 2012 (detalhes) | Meseret Defar ETH Etiópia      | Vivian Cheruiyot KEN Quênia  | Tirunesh Dibaba ETH Etiópia    |
| Rio 2016 (detalhes)     | Vivian Cheruiyot KEN Quênia    | Hellen Obiri KEN Quênia      | Almaz Ayana ETH Etiópia        |
| Tóquio 2020 (detalhes)  | Sifan Hassan NED Países Baixos | Hellen Obiri KEN Quênia      | Gudaf Tsegay ETH Etiópia       |
| Paris 2024 (detalhes)   | Beatrice Chebet KEN Quênia     | Faith Kipyegon KEN Quênia    | Sifan Hassan NED Países Baixos |

#### 10000 metros
| Evento                    | Ouro                                | Prata                               | Bronze                                       |
| ------------------------- | ----------------------------------- | ----------------------------------- | -------------------------------------------- |
| Seul 1988 (detalhes)      | Olga Bondarenko URS União Soviética | Liz McColgan GBR Grã-Bretanha       | Yelena Zhupiyeva-Vyazova URS União Soviética |
| Barcelona 1992 (detalhes) | Derartu Tulu ETH Etiópia            | Elana Meyer RSA África do Sul       | Lynn Jennings USA Estados Unidos             |
| Atlanta 1996 (detalhes)   | Fernanda Ribeiro POR Portugal       | Wang Junxia CHN China               | Gete Wami ETH Etiópia                        |
| Sydney 2000 (detalhes)    | Derartu Tulu ETH Etiópia            | Gete Wami ETH Etiópia               | Fernanda Ribeiro POR Portugal                |
| Atenas 2004 (detalhes)    | Xing Huina CHN China                | Ejagayehu Dibaba ETH Etiópia        | Derartu Tulu ETH Etiópia                     |
| Pequim 2008 (detalhes)    | Tirunesh Dibaba ETH Etiópia         | Shalane Flanagan USA Estados Unidos | Linet Chepkwemoi Masai KEN Quênia            |
| Londres 2012 (detalhes)   | Tirunesh Dibaba ETH Etiópia         | Sally Kipyego KEN Quênia            | Vivian Cheruiyot KEN Quênia                  |
| Rio 2016 (detalhes)       | Almaz Ayana ETH Etiópia             | Vivian Cheruiyot KEN Quênia         | Tirunesh Dibaba ETH Etiópia                  |
| Tóquio 2020 (detalhes)    | Sifan Hassan NED Países Baixos      | Kalkidan Gezahegne BRN Bahrein      | Letesenbet Gidey ETH Etiópia                 |
| Paris 2024 (detalhes)     | Beatrice Chebet KEN Quênia          | Nadia Battocletti ITA Itália        | Sifan Hassan NED Países Baixos               |

#### 100 m com barreiras
| Evento                      | Ouro                                       | Prata                                        | Bronze                                                      |
| --------------------------- | ------------------------------------------ | -------------------------------------------- | ----------------------------------------------------------- |
| Munique 1972 (detalhes)     | Annelie Ehrhardt GDR Alemanha Oriental     | Valeria Bufanu ROU Romênia                   | Karin Balzer GDR Alemanha Oriental                          |
| Montreal 1976 (detalhes)    | Johanna Schaller GDR Alemanha Oriental     | Tatiana Anisimova URS União Soviética        | Natalya Lebedeva URS União Soviética                        |
| Moscou 1980 (detalhes)      | Vera Komisova URS União Soviética          | Johanna Schaller GDR Alemanha Oriental       | Lucyna Langer POL Polônia                                   |
| Los Angeles 1984 (detalhes) | Benita Fitzgerald-Brown USA Estados Unidos | Shirley Strong GBR Grã-Bretanha              | Michèle Chardonnet FRA França Kim Turner USA Estados Unidos |
| Seul 1988 (detalhes)        | Yordanka Donkova BUL Bulgária              | Gloria Kovarik-Siebert GDR Alemanha Oriental | Claudia Reidick-Zazckiewicz FRG Alemanha Ocidental          |
| Barcelona 1992 (detalhes)   | Voula Patoulidou GRE Grécia                | LaVonna Martin USA Estados Unidos            | Yordanka Donkova BUL Bulgária                               |
| Atlanta 1996 (detalhes)     | Ludmila Engquist SWE Suécia                | Brigita Bukovec SLO Eslovênia                | Patricia Girard FRA França                                  |
| Sydney 2000 (detalhes)      | Olga Shishigina KAZ Cazaquistão            | Glory Alozie NGR Nigéria                     | Melissa Morrison USA Estados Unidos                         |
| Atenas 2004 (detalhes)      | Joanna Hayes USA Estados Unidos            | Olena Krasovska UKR Ucrânia                  | Melissa Morrison USA Estados Unidos                         |
| Pequim 2008 (detalhes)      | Dawn Harper USA Estados Unidos             | Sally Pearson AUS Austrália                  | Priscilla Lopes-Schliep CAN Canadá                          |
| Londres 2012 (detalhes)     | Sally Pearson AUS Austrália                | Dawn Harper USA Estados Unidos               | Kellie Wells USA Estados Unidos                             |
| Rio 2016 (detalhes)         | Brianna McNeal USA Estados Unidos          | Nia Ali USA Estados Unidos                   | Kristi Castlin USA Estados Unidos                           |
| Tóquio 2020 (detalhes)      | Jasmine Camacho-Quinn PUR Porto Rico       | Kendra Harrison USA Estados Unidos           | Megan Tapper JAM Jamaica                                    |
| Paris 2024 (detalhes)       | Masai Russell USA Estados Unidos           | Cyréna Samba-Mayela FRA França               | Jasmine Camacho-Quinn PUR Porto Rico                        |

#### 400 m com barreiras
| Evento                      | Ouro                                         | Prata                                    | Bronze                                      |
| --------------------------- | -------------------------------------------- | ---------------------------------------- | ------------------------------------------- |
| Los Angeles 1984 (detalhes) | Nawal El Moutawakel MAR Marrocos             | Judi Brown USA Estados Unidos            | Cristeana Cojocaru ROU Romênia              |
| Seul 1988 (detalhes)        | Debra Flintoff-King AUS Austrália            | Tatyana Ledovskaya URS União Soviética   | Ellen Neumann-Fiedler GDR Alemanha Oriental |
| Barcelona 1992 (detalhes)   | Sally Gunnell GBR Grã-Bretanha               | Sandra Farmer-Patrick USA Estados Unidos | Janeene Vickers USA Estados Unidos          |
| Atlanta 1996 (detalhes)     | Deon Hemmings JAM Jamaica                    | Kim Batten USA Estados Unidos            | Tonja Buford-Bailey USA Estados Unidos      |
| Sydney 2000 (detalhes)      | Irina Privalova RUS Rússia                   | Deon Hemmings JAM Jamaica                | Nezha Bidouane MAR Marrocos                 |
| Atenas 2004 (detalhes)      | Fani Halkia GRE Grécia                       | Ionela Târlea-Manolache ROU Romênia      | Tetyana Tereshchuk-Antipova UKR Ucrânia     |
| Pequim 2008 (detalhes)      | Melaine Walker JAM Jamaica                   | Sheena Tosta USA Estados Unidos          | Tasha Danvers GBR Grã-Bretanha              |
| Londres 2012 (detalhes)     | Lashinda Demus USA Estados Unidos            | Zuzana Hejnová CZE República Checa       | Kaliese Spencer JAM Jamaica                 |
| Rio 2016 (detalhes)         | Dalilah Muhammad USA Estados Unidos          | Sara Petersen DEN Dinamarca              | Ashley Spencer USA Estados Unidos           |
| Tóquio 2020 (detalhes)      | Sydney McLaughlin USA Estados Unidos         | Dalilah Muhammad USA Estados Unidos      | Femke Bol NED Países Baixos                 |
| Paris 2024 (detalhes)       | Sydney McLaughlin-Levrone USA Estados Unidos | Anna Cockrell USA Estados Unidos         | Femke Bol NED Países Baixos                 |

#### 3000 m com obstáculos
| Evento                  | Ouro                                | Prata                                | Bronze                               |
| ----------------------- | ----------------------------------- | ------------------------------------ | ------------------------------------ |
| Pequim 2008 (detalhes)  | Gulnara Samitova-Galkina RUS Rússia | Eunice Jepkorir KEN Quênia           | Tatyana Petrova Arkhipova RUS Rússia |
| Londres 2012 (detalhes) | Habiba Ghribi TUN Tunísia           | Sofia Assefa ETH Etiópia             | Milcah Chemos Cheywa KEN Quênia      |
| Rio 2016 (detalhes)     | Ruth Jebet BRN Bahrein              | Hyvin Jepkemoi KEN Quênia            | Emma Coburn USA Estados Unidos       |
| Tóquio 2020 (detalhes)  | Peruth Chemutai UGA Uganda          | Courtney Frerichs USA Estados Unidos | Hyvin Jepkemoi KEN Quênia            |
| Paris 2024 (detalhes)   | Winfred Yavi BRN Bahrein            | Peruth Chemutai UGA Uganda           | Faith Cherotich KEN Quênia           |

#### Revezamento 4x100 metros
| Evento                           | Ouro | Prata | Bronze |
| -------------------------------- | --- | --- | --- |
| Amsterdã 1928 (detalhes)         | Myrtle Cook Ethel Smith Fanny Rosenfeld Jane Bell CAN Canadá                                                           | Jessica Cross Loretta McNeil Betty Robinson Mary Washburn USA Estados Unidos                                                                  | Anni Holdmann Helene Junker Rosa Kellner Helene Schmidt GBR Grã-Bretanha                                         |
| Los Angeles 1932 (detalhes)      | Mary Carew Evelyn Furtsch Annette Rogers Wilhelmina von Bremen USA Estados Unidos                                      | Mary Frizzel Mildred Fizzell Lilian Palmer Hilda Strike CAN Canadá                                                                            | Nellie Halstead Eileen Hiscock Gwendoline Porter Violet Webb GBR Grã-Bretanha                                    |
| Berlim 1936 (detalhes)           | Harriet Bland Annette Rogers Betty Robinson Helen Stephens USA Estados Unidos                                          | Eileen Hiscock Violet Olney Audrey Brown Barbara Burke GBR Grã-Bretanha                                                                       | Dorothy Brookshaw Mildred Dolson Hilda Cameron Aileen Meagher CAN Canadá                                         |
| Londres 1948 (detalhes)          | Xenia Stad-de Jong Netti Witziers-Timmer Gerda van der Kade-Koudijs Fanny Blankers-Koen NED Países Baixos              | Shirley Strickland June Maston Elizabeth McKinnon Joyce King AUS Austrália                                                                    | Viola Myers Nancy MacKay Diane Foster Patricia Jones CAN Canadá                                                  |
| Helsinque 1952 (detalhes)        | Mae Faggs Barbara Jones Janet Moreau Catherine Hardy USA Estados Unidos                                                | Ursula Knab Maria Sander Helga Klein Marga Petersen GER Alemanha                                                                              | Sylvia Cheeseman June Foulds Jean Desforges Heather Armitage GBR Grã-Bretanha                                    |
| Melbourne 1956 (detalhes)        | Norma Croker Betty Cuthbert Fleur Mellor Shirley Strickland-de la Hunty AUS Austrália                                  | Heather Armitage Anne Pashley June Foulds Jean Scrivens GBR Grã-Bretanha                                                                      | Isabelle Daniels Mae Faggs Margaret Matthews Wilma Rudolph USA Estados Unidos                                    |
| Roma 1960 (detalhes)             | Martha Hudson Lucinda Williams Barbara Jones Wilma Rudolph USA Estados Unidos                                          | Martha Langbein Anni Biechl Brunhilde Hendrix Jutta Heine EUA Equipe Alemã Unida                                                              | Teresa Wieczorek Barbara Janiszewska Celina Jesionowska Halina Richter POL Polônia                               |
| Tóquio 1964 (detalhes)           | Teresa Ciepły Irena Kirszenstein Halina Górecka Ewa Kłobukowska POL Polônia                                            | Willye White Wyomia Tyus Marilyn White Edith McGuire USA Estados Unidos                                                                       | Janet Simpson Mary Rand Daphne Arden Dorothy Hyman GBR Grã-Bretanha                                              |
| Cidade do México 1968 (detalhes) | Margaret Bailes Barbara Ferrell Mildrette Netter Wyomia Tyus USA Estados Unidos                                        | Violetta Quesada Miguelina Cobián Marlene Elejarde Fulgencia Romay CUB Cuba                                                                   | Galina Bukharina Lyudmila Samotesova Vera Popkova Liudmila Zharkova-Maslakova URS União Soviética                |
| Munique 1972 (detalhes)          | Christiane Krause Ingrid Becker Annegret Richter Heidemarie Rosendahl FRG Alemanha Ocidental                           | Evelyn Kaufer Christina Heinich Bärbel Struppert Renate Stecher GDR Alemanha Oriental                                                         | Marlene Elejarde Carmen Valdés Fulgencia Romay Silvia Chibás CUB Cuba                                            |
| Montreal 1976 (detalhes)         | Marlies Oelsner Renate Stecher Carla Bodendorf Bärbel Wöckel GDR Alemanha Oriental                                     | Elvira Possekel Inge Helten Annegret Richter Annegret Kroniger FRG Alemanha Ocidental                                                         | Tetyana Prorochenko Liudmila Zharkova-Maslakova Nadezhda Besfamilnaya Vera Anisimova URS União Soviética         |
| Moscou 1980 (detalhes)           | Romy Müller Bärbel Wöckel Ingrid Auerswald Marlies Göhr GDR Alemanha Oriental                                          | Vera Komisova Liudmila Zharkova-Maslakova Vera Anisimova Natalia Bochina URS União Soviética                                                  | Heather Hunte Kathy Smallwood-Cook Beverley Goddard Sonia Lannaman GBR Grã-Bretanha                              |
| Los Angeles 1984 (detalhes)      | Alice Brown Jeanette Bolden Chandra Cheeseborough Evelyn Ashford USA Estados Unidos                                    | Angela Bailey Marita Payne Angella Taylor-Issajenko France Gareau CAN Canadá                                                                  | Simmone Jacobs Kathy Smallwood-Cook Beverley Goddard Heather Hunte GBR Grã-Bretanha                              |
| Seul 1988 (detalhes)             | Alice Brown Sheila Echols Florence Griffith-Joyner Evelyn Ashford USA Estados Unidos                                   | Silke Gladisch-Moller Kerstin Behrendt Ingrid Brestrich-Lange Marlies Oelsner-Göhr GDR Alemanha Oriental                                      | Lyudmila Kondratieva Galina Malchugina-Chermoshanskaya Marina Zhirova Natalya Pomoshchnikova URS União Soviética |
| Barcelona 1992 (detalhes)        | Evelyn Ashford Esther Jones Carlette Guidry Gwen Torrence Michelle Finn[EL] USA Estados Unidos                         | Olga Bogoslovskaya Galina Malchugina Marina Trandenkova Irina Privalova EUN Equipa Unificada                                                  | Beatrice Utondu Faith Idehen Christy Opara-Thompson Mary Onyali-Omagbemi NGR Nigéria                             |
| Atlanta 1996 (detalhes)          | Chryste Gaines Gail Devers Inger Miller Gwen Torrence Carlette Guidry[EL] USA Estados Unidos                           | Eldece Clarke Chandra Sturrup Savatheda Fynes Pauline Davis-Thompson Debbie Ferguson-McKenzie[EL] BAH Bahamas                                 | Michelle Freeman Juliet Cuthbert Nicole Mitchell Merlene Ottey Gillian Russell[EL] Andrea Lloyd[EL] JAM Jamaica  |
| Sydney 2000 (detalhes)           | Savatheda Fynes Chandra Sturrup Pauline Davis-Thompson Debbie Ferguson-McKenzie Eldece Lewis[EL] BAH Bahamas           | Tayna Lawrence Veronica Campbell-Brown Beverly McDonald Merlene Ottey Merlene Frazer[EL] JAM Jamaica                                          | Chryste Gaines Torri Edwards Nanceen Perry Passion Richardson[EL] USA Estados Unidos                             |
| Atenas 2004 (detalhes)           | Tayna Lawrence Sherone Simpson Aleen Bailey Veronica Campbell-Brown Beverly McDonald[EL] JAM Jamaica                   | Olga Fyodorova Yuliya Tabakova Irina Khabarova Larisa Kruglova RUS Rússia                                                                     | Véronique Mang Muriel Hurtis Sylviane Félix Christine Arron FRA França                                           |
| Pequim 2008 (detalhes)           | Olivia Borlée Hanna Mariën Élodie Ouédraogo Kim Gevaert BEL Bélgica                                                    | Franca Idoko Gloria Kemasuode Halimat Ismaila Oludamola Osayomi Agnes Osazuwa[EL] NGR Nigéria                                                 | Rosemar Coelho Neto Lucimar Aparecida de Moura Thaíssa Barbosa Presti Rosângela Santos BRA Brasil                |
| Londres 2012 (detalhes)          | Tianna Bartoletta Allyson Felix Bianca Knight Carmelita Jeter Jeneba Tarmoh[EL] Lauryn Williams[EL] USA Estados Unidos | Shelly-Ann Fraser-Pryce Sherone Simpson Veronica Campbell-Brown Kerron Stewart Samantha Henry-Robinson[EL] Schillonie Calvert[EL] JAM Jamaica | Olesya Povh Hrystyna Stuy Mariya Ryemyen Elyzaveta Bryzgina UKR Ucrânia                                          |
| Rio 2016 (detalhes)              | Tianna Bartoletta Allyson Felix English Gardner Tori Bowie Morolake Akinosun[EL] USA Estados Unidos                    | Christania Williams Elaine Thompson-Herah Veronica Campbell-Brown Shelly-Ann Fraser-Pryce Simone Facey[EL] Sashalee Forbes[EL] JAM Jamaica    | Asha Philip Desirèe Henry Dina Asher-Smith Daryll Neita GBR Grã-Bretanha                                         |
| Tóquio 2020 (detalhes)           | Briana Williams Elaine Thompson-Herah Shelly-Ann Fraser-Pryce Shericka Jackson JAM Jamaica                             | Javianne Oliver Teahna Daniels Jenna Prandini Gabrielle Thomas USA Estados Unidos                                                             | Asha Philip Imani Lansiquot Dina Asher-Smith Daryll Neita GBR Grã-Bretanha                                       |
| Paris 2024 (detalhes)            | Melissa Jefferson Twanisha Terry Gabrielle Thomas Sha'Carri Richardson USA Estados Unidos                              | Dina Asher-Smith Imani-Lara Lansiquot Amy Hunt Daryll Neita Bianca Williams[EL] Desirèe Henry[EL] GBR Grã-Bretanha                            | Alexandra Burghardt Lisa Mayer Gina Lückenkemper Rebekka Haase Sophia Junk[EL] GER Alemanha                      |

- EL. ^  Participaram apenas das eliminatórias, mas receberam medalhas

#### Revezamento 4x400 metros
| Evento                      | Ouro | Prata | Bronze |
| --------------------------- | --- | --- | --- |
| Munique 1972 (detalhes)     | Dagmar Käsling Rita Kühne Helga Seidler Monika Zehrt GDR Alemanha Oriental                                                                              | Mable Fergerson Madeline Manning Cheryl Toussaint Kathy Hammond USA Estados Unidos                                                            | Anette Rückes Inge Bödding Hildegard Falck Rita Wilden FRG Alemanha Ocidental                                                                         |
| Montreal 1976 (detalhes)    | Doris Maletzki Brigitte Rohde Ellen Stropahl-Streidt Christina Brehmer GDR Alemanha Oriental                                                            | Debra Sapenter Sheila Ingram Pamela Jiles Rosalyn Bryant USA Estados Unidos                                                                   | Inta Klimoviča Lyudmila Aksenova Natalya Sokolova Nadezhda Ilyina URS União Soviética                                                                 |
| Moscou 1980 (detalhes)      | Tetyana Prorochenko Tatyana Goyshchik Nina Zyuskova Irina Nazarova URS União Soviética                                                                  | Barbara Krug Gabriele Löwe Christina Lathan Marita Koch GDR Alemanha Oriental                                                                 | Linsey MacDonald Michelle Probert Joslyn Hoyte-Smith Janine MacGregor GBR Grã-Bretanha                                                                |
| Los Angeles 1984 (detalhes) | Lillie Leatherwood Sherri Howard Valerie Brisco-Hooks Chandra Cheeseborough USA Estados Unidos                                                          | Charmaine Crooks Jillian Richardson Molly Killingbeck Marita Payne CAN Canadá                                                                 | Heike Schulte-Mattler Ute Thimm Heidi-Elke Gaugel Gaby Bußmann FRG Alemanha Ocidental                                                                 |
| Seul 1988 (detalhes)        | Tatyana Ledovskaya Olga Nazarova Mariya Pinigina Olga Bryzgina URS União Soviética                                                                      | Denean Howard-Hill Diane Dixon Valerie Brisco-Hooks Florence Griffith-Joyner USA Estados Unidos                                               | Dagmar Neubauer Kirsten Emmelmann Sabine Busch Petra Schersing GDR Alemanha Oriental                                                                  |
| Barcelona 1992 (detalhes)   | Yelena Ruzina Lyudmyla Dzhyhalova Olga Nazarova Olga Bryzgina Liliya Nurutdinova[EL] Marina Shmonina[EL] EUN Equipa Unificada                           | Natasha Kaiser Gwen Torrence Jearl Miles Clark Rochelle Stevens Denean Hill[EL] Dannette Young[EL] USA Estados Unidos                         | Phylis Smith Sandra Douglas Jennifer Stoute Sally Gunnell GBR Grã-Bretanha                                                                            |
| Atlanta 1996 (detalhes)     | Rochelle Stevens Maicel Malone-Wallace Kim Graham Jearl Miles Clark Linetta Wilson[EL] USA Estados Unidos                                               | Olabisi Afolabi Fatima Yusuf Charity Opara Falilat Ogunkoya NGR Nigéria                                                                       | Uta Rohländer Linda Kisabaka Anja Rücker Grit Breuer GER Alemanha                                                                                     |
| Sydney 2000 (detalhes)      | Jearl Miles Clark Monique Hennagan LaTasha Colander Andrea Anderson[EL] USA Estados Unidos                                                              | Sandie Richards Catherine Scott Deon Hemmings Lorraine Graham Charmaine Howell[EL] Michelle Burgher[EL] JAM Jamaica                           | Yuliya Sotnikova Svetlana Goncharenko Olga Kotlyarova Irina Privalova Natalya Nazarova[EL] Olesya Zykina[EL] RUS Rússia                               |
| Atenas 2004 (detalhes)      | DeeDee Trotter Monique Henderson Sanya Richards-Ross Monique Hennagan Moushaumi Robinson[EL] USA Estados Unidos                                         | Olesya Krasnomovets Natalya Nazarova Olesya Zykina Natalya Antyukh Tatyana Firova[EL] Natalya Ivanova[EL] RUS Rússia                          | Novlene Williams Michelle Burgher Nadia Davy Sandie Richards Ronetta Smith[EL] JAM Jamaica                                                            |
| Pequim 2008 (detalhes)      | Mary Wineberg Allyson Felix Monique Henderson Sanya Richards-Ross Natasha Hastings[EL] USA Estados Unidos                                               | Shericka Williams Shereefa Lloyd Rosemarie Whyte Novlene Williams-Mills Bobby-Gaye Wilkins[EL] JAM Jamaica                                    | Christine Ohuruogu Kelly Sotherton Marilyn Okoro Nicola Sanders GBR Grã-Bretanha                                                                      |
| Londres 2012 (detalhes)     | DeeDee Trotter Allyson Felix Francena McCorory Sanya Richards-Ross Keshia Baker[EL] Diamond Dixon[EL] USA Estados Unidos                                | Christine Day Rosemarie Whyte Shericka Williams Novlene Williams-Mills JAM Jamaica                                                            | Alina Lohvynenko Olha Zemlyak Hanna Yaroshchuk Nataliya Pyhyda UKR Ucrânia                                                                            |
| Rio 2016 (detalhes)         | Allyson Felix Phyllis Francis Natasha Hastings Courtney Okolo Taylor Ellis-Watson[EL] Francena McCorory[EL] USA Estados Unidos                          | Stephenie Ann McPherson Anneisha McLaughlin-Whilby Shericka Williams Novlene Williams-Mills Christine Day[EL] Chrisann Gordon[EL] JAM Jamaica | Eilidh Doyle Anyika Onuora Emily Diamond Christine Ohuruogu Kelly Massey[EL] GBR Grã-Bretanha                                                         |
| Tóquio 2020 (detalhes)      | Sydney McLaughlin Allyson Felix Dalilah Muhammad Athing Mu Kendall Ellis[EL] Lynna Irby[EL] Wadeline Jonathas[EL] Kaylin Whitney[EL] USA Estados Unidos | Natalia Kaczmarek Iga Baumgart-Witan Małgorzata Hołub-Kowalik Justyna Święty-Ersetic Anna Kiełbasińska[EL] POL Polônia                        | Roneisha McGregor Janieve Russell Shericka Jackson Candice McLeod Junelle Bromfield[EL] Stacey-Ann Williams[EL] JAM Jamaica                           |
| Paris 2024 (detalhes)       | Shamier Little Sydney McLaughlin-Levrone Gabrielle Thomas Alexis Holmes Quanera Hayes[EL] Aaliyah Butler[EL] Kaylyn Brown[EL] USA Estados Unidos        | Lieke Klaver Cathelijn Peeters Lisanne de Witte Femke Bol Eveline Saalberg[EL] Myrte van der Schoot[EL] NED Países Baixos                     | Victoria Ohuruogu Laviai Nielsen Nicole Yeargin Amber Anning Yemi Mary John[EL] Hannah Kelly[EL] Jodie Williams[EL] Lina Nielsen[EL] GBR Grã-Bretanha |

- EL. ^  Participaram apenas das eliminatórias, mas receberam medalhas

### Provas de estrada

#### 20 km marcha atlética
| Evento                  | Ouro                            | Prata                               | Bronze                      |
| ----------------------- | ------------------------------- | ----------------------------------- | --------------------------- |
| Sydney 2000 (detalhes)  | Wang Liping CHN China           | Kjersti Plätzer NOR Noruega         | María Vasco ESP Espanha     |
| Atenas 2004 (detalhes)  | Athanasia Tsoumeleka GRE Grécia | Olimpiada Ivanova RUS Rússia        | Jane Saville AUS Austrália  |
| Pequim 2008 (detalhes)  | Olga Kaniskina RUS Rússia       | Kjersti Tysse Plätzer NOR Noruega   | Elisa Rigaudo ITA Itália    |
| Londres 2012 (detalhes) | Qieyang Shijie CHN China        | Liu Hong CHN China                  | Lü Xiuzhi CHN China         |
| Rio 2016 (detalhes)     | Liu Hong CHN China              | María Guadalupe González MEX México | Lü Xiuzhi CHN China         |
| Tóquio 2020 (detalhes)  | Antonella Palmisano ITA Itália  | Sandra Arenas COL Colômbia          | Liu Hong CHN China          |
| Paris 2024 (detalhes)   | Yang Jiayu CHN China            | María Pérez ESP Espanha             | Jemima Montag AUS Austrália |

#### Maratona
| Evento                      | Ouro                                    | Prata                             | Bronze                             |
| --------------------------- | --------------------------------------- | --------------------------------- | ---------------------------------- |
| Los Angeles 1984 (detalhes) | Joan Benoit USA Estados Unidos          | Grete Waitz NOR Noruega           | Rosa Mota POR Portugal             |
| Seul 1988 (detalhes)        | Rosa Mota POR Portugal                  | Lisa Martin-Ondieki AUS Austrália | Katrin Dörre GDR Alemanha Oriental |
| Barcelona 1992 (detalhes)   | Valentina Yegorova EUN Equipa Unificada | Yuko Arimori JPN Japão            | Lorraine Moller NZL Nova Zelândia  |
| Atlanta 1996 (detalhes)     | Fatuma Roba ETH Etiópia                 | Valentina Yegorova RUS Rússia     | Yuko Arimori JPN Japão             |
| Sydney 2000 (detalhes)      | Naoko Takahashi JPN Japão               | Lidia Șimon ROU Romênia           | Joyce Chepchumba KEN Quênia        |
| Atenas 2004 (detalhes)      | Mizuki Noguchi JPN Japão                | Catherine Ndereba KEN Quênia      | Deena Kastor USA Estados Unidos    |
| Pequim 2008 (detalhes)      | Constantina Tomescu ROU Romênia         | Catherine Ndereba KEN Quênia      | Zhou Chunxiu CHN China             |
| Londres 2012 (detalhes)     | Tiki Gelana ETH Etiópia                 | Priscah Jeptoo KEN Quênia         | Tatyana Arkhipova RUS Rússia       |
| Rio 2016 (detalhes)         | Jemima Sumgong KEN Quênia               | Eunice Kirwa BRN Bahrein          | Mare Dibaba ETH Etiópia            |
| Tóquio 2020 (detalhes)      | Peres Jepchirchir KEN Quênia            | Brigid Kosgei KEN Quênia          | Molly Seidel USA Estados Unidos    |
| Paris 2024 (detalhes)       | Sifan Hassan NED Países Baixos          | Tigst Assefa ETH Etiópia          | Hellen Obiri KEN Quênia            |

### Provas de campo

#### Salto em altura
| Evento                           | Ouro                                      | Prata                                                               | Bronze                                                         |
| -------------------------------- | ----------------------------------------- | ------------------------------------------------------------------- | -------------------------------------------------------------- |
| Amsterdã 1928 (detalhes)         | Ethel Catherwood CAN Canadá               | Lien Gisolf NED Países Baixos                                       | Mildred Wiley USA Estados Unidos                               |
| Los Angeles 1932 (detalhes)      | Jean Shiley USA Estados Unidos            | Babe Didrikson USA Estados Unidos                                   | Eva Dawes CAN Canadá                                           |
| Berlim 1936 (detalhes)           | Ibolya Csák HUN Hungria                   | Dorothy Odam GBR Grã-Bretanha                                       | Elfriede Kaun GER Alemanha                                     |
| Londres 1948 (detalhes)          | Alice Coachman USA Estados Unidos         | Dorothy Tyler-Odam GBR Grã-Bretanha                                 | Micheline Ostermeyer FRA França                                |
| Helsinque 1952 (detalhes)        | Esther Brand RSA África do Sul            | Sheila Lerwill GBR Grã-Bretanha                                     | Aleksandra Tchudina URS União Soviética                        |
| Melbourne 1956 (detalhes)        | Mildred McDaniel USA Estados Unidos       | Thelma Hopkins GBR Grã-Bretanha Maria Pisareva URS União Soviética  | nenhum                                                         |
| Roma 1960 (detalhes)             | Iolanda Balaș ROU Romênia                 | Jarosława Jóźwiakowska POL Polônia Dorothy Shirley GBR Grã-Bretanha | nenhum                                                         |
| Tóquio 1964 (detalhes)           | Iolanda Balaș ROU Romênia                 | Michele Brown AUS Austrália                                         | Taisia Chenchik URS União Soviética                            |
| Cidade do México 1968 (detalhes) | Miloslava Rezková TCH Checoslováquia      | Antonina Okorokova URS União Soviética                              | Valentina Kozyr URS União Soviética                            |
| Munique 1972 (detalhes)          | Ulrike Meyfarth FRG Alemanha Ocidental    | Yordanka Blagoeva BUL Bulgária                                      | Ilona Gusenbauer AUT Áustria                                   |
| Montreal 1976 (detalhes)         | Rosemarie Ackermann GDR Alemanha Oriental | Sara Simeoni ITA Itália                                             | Yordanka Blagoeva BUL Bulgária                                 |
| Moscou 1980 (detalhes)           | Sara Simeoni ITA Itália                   | Urszula Kielan POL Polônia                                          | Jutta Kirst GDR Alemanha Oriental                              |
| Los Angeles 1984 (detalhes)      | Ulrike Meyfarth FRG Alemanha Ocidental    | Sara Simeoni ITA Itália                                             | Joni Huntley USA Estados Unidos                                |
| Seul 1988 (detalhes)             | Louise Ritter USA Estados Unidos          | Stefka Kostadinova BUL Bulgária                                     | Tamara Bykova URS União Soviética                              |
| Barcelona 1992 (detalhes)        | Heike Henkel GER Alemanha                 | Alina Astafei ROU Romênia                                           | Ioamnet Quintero CUB Cuba                                      |
| Atlanta 1996 (detalhes)          | Stefka Kostadinova BUL Bulgária           | Niki Bakoyianni GRE Grécia                                          | Inha Babakova UKR Ucrânia                                      |
| Sydney 2000 (detalhes)           | Yelena Yelesina RUS Rússia                | Hestrie Cloete RSA África do Sul                                    | Kajsa Bergqvist SWE Suécia Oana Pantelimon ROU Romênia         |
| Atenas 2004 (detalhes)           | Yelena Slesarenko RUS Rússia              | Hestrie Cloete RSA África do Sul                                    | Viktoriya Styopina UKR Ucrânia                                 |
| Pequim 2008 (detalhes)           | Tia Hellebaut BEL Bélgica                 | Blanka Vlašić CRO Croácia                                           | Chaunté Howard USA Estados Unidos                              |
| Londres 2012 (detalhes)          | Anna Chicherova RUS Rússia                | Brigetta Barrett USA Estados Unidos                                 | Ruth Beitia ESP Espanha                                        |
| Rio 2016 (detalhes)              | Ruth Beitia ESP Espanha                   | Mirela Demireva BUL Bulgária                                        | Blanka Vlašić CRO Croácia                                      |
| Tóquio 2020 (detalhes)           | Mariya Lasitskene ROC                     | Nicola McDermott AUS Austrália                                      | Yaroslava Mahuchikh UKR Ucrânia                                |
| Paris 2024 (detalhes)            | Yaroslava Mahuchikh UKR Ucrânia           | Nicola Olyslagers AUS Austrália                                     | Eleanor Patterson AUS Austrália Iryna Herashchenko UKR Ucrânia |

#### Salto com vara
| Evento                  | Ouro                              | Prata                                  | Bronze                            |
| ----------------------- | --------------------------------- | -------------------------------------- | --------------------------------- |
| Sydney 2000 (detalhes)  | Stacy Dragila USA Estados Unidos  | Tatiana Grigorieva AUS Austrália       | Vala Flosadóttir ISL Islândia     |
| Atenas 2004 (detalhes)  | Elena Isinbaeva RUS Rússia        | Svetlana Feofanova RUS Rússia          | Anna Rogowska POL Polônia         |
| Pequim 2008 (detalhes)  | Elena Isinbaeva RUS Rússia        | Jennifer Stuczynski USA Estados Unidos | Svetlana Feofanova RUS Rússia     |
| Londres 2012 (detalhes) | Jennifer Suhr USA Estados Unidos  | Yarisley Silva CUB Cuba                | Elena Isinbaeva RUS Rússia        |
| Rio 2016 (detalhes)     | Ekaterini Stefanidi GRE Grécia    | Sandi Morris USA Estados Unidos        | Eliza McCartney NZL Nova Zelândia |
| Tóquio 2020 (detalhes)  | Katie Nageotte USA Estados Unidos | Anzhelika Sidorova ROC                 | Holly Bradshaw GBR Grã-Bretanha   |
| Paris 2024 (detalhes)   | Nina Kennedy AUS Austrália        | Katie Moon USA Estados Unidos          | Alysha Newman CAN Canadá          |

#### Salto em distância
| Evento                           | Ouro                                           | Prata                                       | Bronze                                            |
| -------------------------------- | ---------------------------------------------- | ------------------------------------------- | ------------------------------------------------- |
| Londres 1948 (detalhes)          | Olga Gyarmati HUN Hungria                      | Noemí Simonetto de Portela ARG Argentina    | Ann-Britt Leyman SWE Suécia                       |
| Helsinque 1952 (detalhes)        | Yvette Williams NZL Nova Zelândia              | Aleksandra Tchudina URS União Soviética     | Shirley Cawley GBR Grã-Bretanha                   |
| Melbourne 1956 (detalhes)        | Elżbieta Krzesińska POL Polônia                | Willye White USA Estados Unidos             | Nadezhda Khnykina-Dvalishvili URS União Soviética |
| Roma 1960 (detalhes)             | Vera Kalashnikova-Krepkina URS União Soviética | Elżbieta Krzesińska POL Polônia             | Hildrun Claus EUA Equipe Alemã Unida              |
| Tóquio 1964 (detalhes)           | Mary Rand GBR Grã-Bretanha                     | Irena Kirszenstein POL Polônia              | Tatyana Shchelkanova URS União Soviética          |
| Cidade do México 1968 (detalhes) | Viorica Viscopoleanu ROU Romênia               | Sheila Sherwood GBR Grã-Bretanha            | Tatyana Talysheva URS União Soviética             |
| Munique 1972 (detalhes)          | Heidemarie Rosendahl FRG Alemanha Ocidental    | Diana Yorgova BUL Bulgária                  | Eva Šuranová TCH Checoslováquia                   |
| Montreal 1976 (detalhes)         | Angela Voigt GDR Alemanha Oriental             | Kathy McMillan USA Estados Unidos           | Lidiya Alfeyeva URS União Soviética               |
| Moscou 1980 (detalhes)           | Tatyana Kolpakova URS União Soviética          | Brigitte Wujak GDR Alemanha Oriental        | Tatyana Skachko URS União Soviética               |
| Los Angeles 1984 (detalhes)      | Anisoara Cusmir-Stanciu ROU Romênia            | Vali Ionescu ROU Romênia                    | Susan Hearnshaw GBR Grã-Bretanha                  |
| Seul 1988 (detalhes)             | Jackie Joyner-Kersee USA Estados Unidos        | Heike Daute-Drechsler GDR Alemanha Oriental | Galina Chistyakova URS União Soviética            |
| Barcelona 1992 (detalhes)        | Heike Drechsler GER Alemanha                   | Inessa Kravets EUN Equipa Unificada         | Jackie Joyner-Kersee USA Estados Unidos           |
| Atlanta 1996 (detalhes)          | Chioma Ajunwa NGR Nigéria                      | Fiona May ITA Itália                        | Jackie Joyner-Kersee USA Estados Unidos           |
| Sydney 2000 (detalhes)           | Heike Drechsler GER Alemanha                   | Fiona May ITA Itália                        | Tatyana Kotova RUS Rússia                         |
| Atenas 2004 (detalhes)           | Tatiana Lebedeva RUS Rússia                    | Irina Simagina RUS Rússia                   | Tatyana Kotova RUS Rússia                         |
| Pequim 2008 (detalhes)           | Maurren Maggi BRA Brasil                       | Blessing Okagbare NGR Nigéria               | Chelsea Hammond JAM Jamaica                       |
| Londres 2012 (detalhes)          | Brittney Reese USA Estados Unidos              | Elena Sokolova RUS Rússia                   | Janay DeLoach USA Estados Unidos                  |
| Rio 2016 (detalhes)              | Tianna Bartoletta USA Estados Unidos           | Brittney Reese USA Estados Unidos           | Ivana Španović SRB Sérvia                         |
| Tóquio 2020 (detalhes)           | Malaika Mihambo GER Alemanha                   | Brittney Reese USA Estados Unidos           | Ese Brume NGR Nigéria                             |
| Paris 2024 (detalhes)            | Tara Davis-Woodhall USA Estados Unidos         | Malaika Mihambo GER Alemanha                | Jasmine Moore USA Estados Unidos                  |

#### Salto triplo
| Evento                  | Ouro                                | Prata                          | Bronze                               |
| ----------------------- | ----------------------------------- | ------------------------------ | ------------------------------------ |
| Atlanta 1996 (detalhes) | Inessa Kravets UKR Ucrânia          | Inna Lasovskaya RUS Rússia     | Šárka Kašpárková CZE República Checa |
| Sydney 2000 (detalhes)  | Teresa Marinova BUL Bulgária        | Tatiana Lebedeva RUS Rússia    | Olena Hovorova UKR Ucrânia           |
| Atenas 2004 (detalhes)  | Françoise Mbango Etone CMR Camarões | Hrysopiyi Devetzi GRE Grécia   | Tatiana Lebedeva RUS Rússia          |
| Pequim 2008 (detalhes)  | Françoise Mbango Etone CMR Camarões | Olga Rypakova KAZ Cazaquistão  | Yargelis Savigne CUB Cuba            |
| Londres 2012 (detalhes) | Olga Rypakova KAZ Cazaquistão       | Caterine Ibargüen COL Colômbia | Olha Saladukha UKR Ucrânia           |
| Rio 2016 (detalhes)     | Caterine Ibargüen COL Colômbia      | Yulimar Rojas VEN Venezuela    | Olga Rypakova KAZ Cazaquistão        |
| Tóquio 2020 (detalhes)  | Yulimar Rojas VEN Venezuela         | Patrícia Mamona POR Portugal   | Ana Peleteiro ESP Espanha            |
| Paris 2024 (detalhes)   | Thea LaFond DMA Dominica            | Shanieka Ricketts JAM Jamaica  | Jasmine Moore USA Estados Unidos     |

#### Arremesso de peso
| Evento                           | Ouro                                             | Prata                                     | Bronze                                     |
| -------------------------------- | ------------------------------------------------ | ----------------------------------------- | ------------------------------------------ |
| Londres 1948 (detalhes)          | Micheline Ostermeyer FRA França                  | Amelia Piccinini ITA Itália               | Ine Schäffer AUS Austrália                 |
| Helsinque 1952 (detalhes)        | Galina Zybina URS União Soviética                | Marianne Werner GER Alemanha              | Klavdiya Tochenova URS União Soviética     |
| Melbourne 1956 (detalhes)        | Tamara Tyshkevich URS União Soviética            | Galina Zybina URS União Soviética         | Marianne Werner EUA Equipe Alemã Unida     |
| Roma 1960 (detalhes)             | Tamara Press URS União Soviética                 | Johanna Lüttge EUA Equipe Alemã Unida     | Earlene Brown USA Estados Unidos           |
| Tóquio 1964 (detalhes)           | Tamara Press URS União Soviética                 | Renate Culmberger EUA Equipe Alemã Unida  | Galina Zybina URS União Soviética          |
| Cidade do México 1968 (detalhes) | Margitta Gummel GDR Alemanha Oriental            | Marita Lange GDR Alemanha Oriental        | Nadejda Chijova URS União Soviética        |
| Munique 1972 (detalhes)          | Nadejda Chijova URS União Soviética              | Margitta Gummel GDR Alemanha Oriental     | Ivanka Hristova BUL Bulgária               |
| Montreal 1976 (detalhes)         | Ivanka Hristova BUL Bulgária                     | Nadejda Chijova URS União Soviética       | Helena Fibingerová TCH Checoslováquia      |
| Moscou 1980 (detalhes)           | Ilona Schoknecht-Slupianek GDR Alemanha Oriental | Svetlana Krachevskaia URS União Soviética | Margitta Droese-Pufe GDR Alemanha Oriental |
| Los Angeles 1984 (detalhes)      | Claudia Losch FRG Alemanha Ocidental             | Mihaela Loghin ROU Romênia                | Gael Martin AUS Austrália                  |
| Seul 1988 (detalhes)             | Natalya Lisovskaya URS União Soviética           | Kathrin Neimke GDR Alemanha Oriental      | Li Meisu CHN China                         |
| Barcelona 1992 (detalhes)        | Svetlana Krivelyova EUN Equipa Unificada         | Huang Zhihong CHN China                   | Kathrin Neimke GER Alemanha                |
| Atlanta 1996 (detalhes)          | Astrid Kumbernuss GER Alemanha                   | Sui Xinmei CHN China                      | Irina Khudoroshkina RUS Rússia             |
| Sydney 2000 (detalhes)           | Yanina Karolchik BLR Bielorrússia                | Larisa Peleshenko RUS Rússia              | Astrid Kumbernuss GER Alemanha             |
| Atenas 2004 (detalhes)           | Yumileidi Cumbá CUB Cuba                         | Nadine Kleinert GER Alemanha              | vago                                       |
| Pequim 2008 (detalhes)           | Valerie Vili NZL Nova Zelândia                   | Misleydis González CUB Cuba               | Gong Lijiao CHN China                      |
| Londres 2012 (detalhes)          | Valerie Adams NZL Nova Zelândia                  | Gong Lijiao CHN China                     | Li Ling CHN China                          |
| Rio 2016 (detalhes)              | Michelle Carter USA Estados Unidos               | Valerie Adams NZL Nova Zelândia           | Anita Márton HUN Hungria                   |
| Tóquio 2020 (detalhes)           | Gong Lijiao CHN China                            | Raven Saunders USA Estados Unidos         | Valerie Adams NZL Nova Zelândia            |
| Paris 2024 (detalhes)            | Yemisi Ogunleye GER Alemanha                     | Maddison Wesche NZL Nova Zelândia         | Song Jiayuan CHN China                     |

#### Lançamento de disco
| Evento                           | Ouro                                         | Prata                                       | Bronze                                        |
| -------------------------------- | -------------------------------------------- | ------------------------------------------- | --------------------------------------------- |
| Amsterdã 1928 (detalhes)         | Halina Konopacka POL Polônia                 | Lillian Copeland USA Estados Unidos         | Ruth Svedberg SWE Suécia                      |
| Los Angeles 1932 (detalhes)      | Lillian Copeland USA Estados Unidos          | Ruth Osborn USA Estados Unidos              | Jadwiga Wajsówna POL Polônia                  |
| Berlim 1936 (detalhes)           | Gisela Mauermayer GER Alemanha               | Jadwiga Wajsówna POL Polônia                | Paula Mollenhauer GER Alemanha                |
| Londres 1948 (detalhes)          | Micheline Ostermeyer FRA França              | Edera Cordiale ITA Itália                   | Jacqueline Mazeas FRA França                  |
| Helsinque 1952 (detalhes)        | Nina Romashkova URS União Soviética          | Yelisaveta Bagriantseva URS União Soviética | Nina Dumbadze URS União Soviética             |
| Melbourne 1956 (detalhes)        | Olga Fikotová TCH Checoslováquia             | Irina Beglyakova URS União Soviética        | Nina Romashkova URS União Soviética           |
| Roma 1960 (detalhes)             | Nina Romashkova URS União Soviética          | Tamara Press URS União Soviética            | Lia Manoliu ROU Romênia                       |
| Tóquio 1964 (detalhes)           | Tamara Press URS União Soviética             | Ingrid Lotz EUA Equipe Alemã Unida          | Lia Manoliu ROU Romênia                       |
| Cidade do México 1968 (detalhes) | Lia Manoliu ROU Romênia                      | Liesel Westermann FRG Alemanha Ocidental    | Jolán Kleiber HUN Hungria                     |
| Munique 1972 (detalhes)          | Faina Melnyk URS União Soviética             | Argentina Menis ROU Romênia                 | Vasilka Stoeva BUL Bulgária                   |
| Montreal 1976 (detalhes)         | Evelin Schlaak GDR Alemanha Oriental         | Maria Vergova BUL Bulgária                  | Gabriele Hinzmann GDR Alemanha Oriental       |
| Moscou 1980 (detalhes)           | Evelin Jahl GDR Alemanha Oriental            | Maria Vergova-Petkova BUL Bulgária          | Tatyana Lesovaya URS União Soviética          |
| Los Angeles 1984 (detalhes)      | Ria Stalman NED Países Baixos                | Leslie Deniz USA Estados Unidos             | Florenţa Crăciunescu ROU Romênia              |
| Seul 1988 (detalhes)             | Martina Opitz-Hellmann GDR Alemanha Oriental | Diana Sachse-Gansky GDR Alemanha Oriental   | Tsvetanka Khristova BUL Bulgária              |
| Barcelona 1992 (detalhes)        | Maritza Martén CUB Cuba                      | Tsvetanka Khristova BUL Bulgária            | Daniela Costian AUS Austrália                 |
| Atlanta 1996 (detalhes)          | Ilke Wyludda GER Alemanha                    | Natalya Sadova RUS Rússia                   | Ellina Zvereva BLR Bielorrússia               |
| Sydney 2000 (detalhes)           | Ellina Zvereva BLR Bielorrússia              | Anastasia Kelesidou GRE Grécia              | Iryna Yatchenko BLR Bielorrússia              |
| Atenas 2004 (detalhes)           | Natalya Sadova RUS Rússia                    | Anastasia Kelesidou GRE Grécia              | Věra Pospíšilová-Cechlová CZE República Checa |
| Pequim 2008 (detalhes)           | Stephanie Brown Trafton USA Estados Unidos   | Olena Antonova UKR Ucrânia                  | Song Aimin CHN China                          |
| Londres 2012 (detalhes)          | Sandra Perković CRO Croácia                  | Li Yanfeng CHN China                        | Yarelys Barrios CUB Cuba                      |
| Rio 2016 (detalhes)              | Sandra Perković CRO Croácia                  | Mélina Robert-Michon FRA França             | Denia Caballero CUB Cuba                      |
| Tóquio 2020 (detalhes)           | Valarie Allman USA Estados Unidos            | Kristin Pudenz GER Alemanha                 | Yaime Pérez CUB Cuba                          |
| Paris 2024 (detalhes)            | Valarie Allman USA Estados Unidos            | Feng Bin CHN China                          | Sandra Elkasević CRO Croácia                  |

#### Lançamento de martelo
| Evento                  | Ouro                           | Prata                                  | Bronze                          |
| ----------------------- | ------------------------------ | -------------------------------------- | ------------------------------- |
| Sydney 2000 (detalhes)  | Kamila Skolimowska POL Polônia | Olga Kuzenkova RUS Rússia              | Kirsten Münchow GER Alemanha    |
| Atenas 2004 (detalhes)  | Olga Kuzenkova RUS Rússia      | Yipsi Moreno CUB Cuba                  | Yunaika Crawford CUB Cuba       |
| Pequim 2008 (detalhes)  | Yipsi Moreno CUB Cuba          | Zhang Wenxiu CHN China                 | Manuela Montebrun FRA França    |
| Londres 2012 (detalhes) | Anita Włodarczyk POL Polônia   | Betty Heidler GER Alemanha             | Zhang Wenxiu CHN China          |
| Rio 2016 (detalhes)     | Anita Włodarczyk POL Polônia   | Zhang Wenxiu CHN China                 | Sophie Hitchon GBR Grã-Bretanha |
| Tóquio 2020 (detalhes)  | Anita Włodarczyk POL Polônia   | Wang Zheng CHN China                   | Malwina Kopron POL Polônia      |
| Paris 2024 (detalhes)   | Camryn Rogers CAN Canadá       | Annette Echikunwoke USA Estados Unidos | Zhao Jie CHN China              |

#### Lançamento de dardo
| Evento                           | Ouro                                  | Prata                                   | Bronze                                 |
| -------------------------------- | ------------------------------------- | --------------------------------------- | -------------------------------------- |
| Los Angeles 1932 (detalhes)      | Babe Didrikson USA Estados Unidos     | Ellen Braumüller GER Alemanha           | Tilly Fleischer GER Alemanha           |
| Berlim 1936 (detalhes)           | Tilly Fleischer GER Alemanha          | Luise Krüger GER Alemanha               | Maria Kwaśniewska POL Polônia          |
| Londres 1948 (detalhes)          | Herma Bauma AUT Áustria               | Kaisa Parviainen FIN Finlândia          | Lily Carlstedt DEN Dinamarca           |
| Helsinque 1952 (detalhes)        | Dana Zátopková TCH Checoslováquia     | Aleksandra Tchudina URS União Soviética | Elena Gorchakova URS União Soviética   |
| Melbourne 1956 (detalhes)        | Inese Jaunzeme URS União Soviética    | Marlene Ahrens CHI Chile                | Nadezhda Konyayeva URS União Soviética |
| Roma 1960 (detalhes)             | Elvira Ozolina URS União Soviética    | Dana Zátopková TCH Checoslováquia       | Birutė Kalėdienė URS União Soviética   |
| Tóquio 1964 (detalhes)           | Mihaela Peneş ROU Romênia             | Márta Rudas HUN Hungria                 | Elena Gorchakova URS União Soviética   |
| Cidade do México 1968 (detalhes) | Angéla Németh HUN Hungria             | Mihaela Peneş ROU Romênia               | Eva Janko AUT Áustria                  |
| Munique 1972 (detalhes)          | Ruth Fuchs GDR Alemanha Oriental      | Jacqueline Todten GDR Alemanha Oriental | Kate Schmidt USA Estados Unidos        |
| Montreal 1976 (detalhes)         | Ruth Fuchs GDR Alemanha Oriental      | Marion Becker FRG Alemanha Ocidental    | Kate Schmidt USA Estados Unidos        |
| Moscou 1980 (detalhes)           | María Colón CUB Cuba                  | Saida Gunba URS União Soviética         | Ute Hommola GDR Alemanha Oriental      |
| Los Angeles 1984 (detalhes)      | Tessa Sanderson GBR Grã-Bretanha      | Tiina Lillak FIN Finlândia              | Fatima Whitbread GBR Grã-Bretanha      |
| Seul 1988 (detalhes)             | Petra Felke GDR Alemanha Oriental     | Fatima Whitbread GBR Grã-Bretanha       | Beate Koch GDR Alemanha Oriental       |
| Barcelona 1992 (detalhes)        | Silke Renk GER Alemanha               | Natalya Shikolenko EUN Equipa Unificada | Karen Forkel GER Alemanha              |
| Atlanta 1996 (detalhes)          | Heli Rantanen FIN Finlândia           | Louise McPaul AUS Austrália             | Trine Hattestad NOR Noruega            |
| Sydney 2000 (detalhes)           | Trine Hattestad NOR Noruega           | Mirela Manjani-Tzelili GRE Grécia       | Osleidys Menéndez CUB Cuba             |
| Atenas 2004 (detalhes)           | Osleidys Menéndez CUB Cuba            | Steffi Nerius GER Alemanha              | Mirela Manjani GRE Grécia              |
| Pequim 2008 (detalhes)           | Barbora Špotáková CZE República Checa | Christina Obergföll GER Alemanha        | Goldie Sayers GBR Grã-Bretanha         |
| Londres 2012 (detalhes)          | Barbora Špotáková CZE República Checa | Christina Obergföll GER Alemanha        | Linda Stahl GER Alemanha               |
| Rio 2016 (detalhes)              | Sara Kolak CRO Croácia                | Sunette Viljoen RSA África do Sul       | Barbora Špotáková CZE República Checa  |
| Tóquio 2020 (detalhes)           | Liu Shiying CHN China                 | Maria Andrejczyk POL Polônia            | Kelsey-Lee Barber AUS Austrália        |
| Paris 2024 (detalhes)            | Haruka Kitaguchi JPN Japão            | Jo-Ané van Dyk RSA África do Sul        | Nikola Ogrodníková CZE Chéquia         |

### Eventos combinados

#### Heptatlo
| Evento                      | Ouro                                    | Prata                                      | Bronze                                  |
| --------------------------- | --------------------------------------- | ------------------------------------------ | --------------------------------------- |
| Los Angeles 1984 (detalhes) | Glynis Nunn AUS Austrália               | Jackie Joyner USA Estados Unidos           | Sabine Everts FRG Alemanha Ocidental    |
| Seul 1988 (detalhes)        | Jackie Joyner-Kersee USA Estados Unidos | Sabine Mobius-John GDR Alemanha Oriental   | Anke Vater-Behmer GDR Alemanha Oriental |
| Barcelona 1992 (detalhes)   | Jackie Joyner-Kersee USA Estados Unidos | Irina Belova EUN Equipa Unificada          | Sabine Braun GER Alemanha               |
| Atlanta 1996 (detalhes)     | Ghada Shouaa SYR Síria                  | Natallia Sazanovich BLR Bielorrússia       | Denise Lewis GBR Grã-Bretanha           |
| Sydney 2000 (detalhes)      | Denise Lewis GBR Grã-Bretanha           | Yelena Prokhorova RUS Rússia               | Natallia Sazanovich BLR Bielorrússia    |
| Atenas 2004 (detalhes)      | Carolina Klüft SWE Suécia               | Austra Skujytė LTU Lituânia                | Kelly Sotherton GBR Grã-Bretanha        |
| Pequim 2008 (detalhes)      | Natalya Dobrynska UKR Ucrânia           | Hyleas Fountain USA Estados Unidos         | Kelly Sotherton GBR Grã-Bretanha        |
| Londres 2012 (detalhes)     | Jessica Ennis GBR Grã-Bretanha          | Lilli Schwarzkopf GER Alemanha             | Austra Skujytė LTU Lituânia             |
| Rio 2016 (detalhes)         | Nafissatou Thiam BEL Bélgica            | Jessica Ennis-Hill GBR Grã-Bretanha        | Brianne Theisen-Eaton CAN Canadá        |
| Tóquio 2020 (detalhes)      | Nafissatou Thiam BEL Bélgica            | Anouk Vetter NED Países Baixos             | Emma Oosterwegel NED Países Baixos      |
| Paris 2024 (detalhes)       | Nafissatou Thiam BEL Bélgica            | Katarina Johnson-Thompson GBR Grã-Bretanha | Noor Vidts BEL Bélgica                  |

## Eventos passados

### 3000 metros
| Evento                      | Ouro                                  | Prata                                   | Bronze                         |
| --------------------------- | ------------------------------------- | --------------------------------------- | ------------------------------ |
| Los Angeles 1984 (detalhes) | Maricica Puică ROU Romênia            | Wendy Smith-Sly GBR Grã-Bretanha        | Lynn Williams CAN Canadá       |
| Seul 1988 (detalhes)        | Tatyana Samolenko URS União Soviética | Paula Ivan ROU Romênia                  | Yvonne Murray GBR Grã-Bretanha |
| Barcelona 1992 (detalhes)   | Yelena Romanova EUN Equipa Unificada  | Tetyana Dorovskikh EUN Equipa Unificada | Angela Chalmers CAN Canadá     |

### 80 m com barreiras
| Evento                           | Ouro                                         | Prata                                  | Bronze                               |
| -------------------------------- | -------------------------------------------- | -------------------------------------- | ------------------------------------ |
| Los Angeles 1932 (detalhes)      | Babe Didrikson USA Estados Unidos            | Evelyne Hall USA Estados Unidos        | Marjorie Clark RSA África do Sul     |
| Berlim 1936 (detalhes)           | Trebisonda Valla ITA Itália                  | Anni Steuer GER Alemanha               | Elizabeth Taylor CAN Canadá          |
| Londres 1948 (detalhes)          | Fanny Blankers-Koen NED Países Baixos        | Maureen Gardner GBR Grã-Bretanha       | Shirley Strickland AUS Austrália     |
| Helsinque 1952 (detalhes)        | Shirley Strickland-de la Hunty AUS Austrália | Maria Golubnichaya URS União Soviética | Maria Sander GER Alemanha            |
| Melbourne 1956 (detalhes)        | Shirley Strickland-de la Hunty AUS Austrália | Gisela Köhler EUA Equipe Alemã Unida   | Norma Thrower AUS Austrália          |
| Roma 1960 (detalhes)             | Irina Press URS União Soviética              | Carole Quinton GBR Grã-Bretanha        | Gisela Köhler EUA Equipe Alemã Unida |
| Tóquio 1964 (detalhes)           | Karin Balzer EUA Equipe Alemã Unida          | Teresa Ciepły POL Polônia              | Pam Kilborn AUS Austrália            |
| Cidade do México 1968 (detalhes) | Maureen Caird AUS Austrália                  | Pam Kilborn AUS Austrália              | Chi Cheng ROC Taiwan                 |

### 10 km marcha atlética
| Evento                    | Ouro                         | Prata                                  | Bronze               |
| ------------------------- | ---------------------------- | -------------------------------------- | -------------------- |
| Barcelona 1992 (detalhes) | Chen Yueling CHN China       | Yelena Nikolayeva EUN Equipa Unificada | Li Chunxiu CHN China |
| Atlanta 1996 (detalhes)   | Yelena Nikolayeva RUS Rússia | Elisabetta Perrone ITA Itália          | Wang Yan CHN China   |

### Pentatlo
| Evento                           | Ouro                                  | Prata                                       | Bronze                                 |
| -------------------------------- | ------------------------------------- | ------------------------------------------- | -------------------------------------- |
| Tóquio 1964 (detalhes)           | Irina Press URS União Soviética       | Mary Rand GBR Grã-Bretanha                  | Galina Bystrova URS União Soviética    |
| Cidade do México 1968 (detalhes) | Ingrid Becker FRG Alemanha Ocidental  | Liese Prokop AUT Áustria                    | Annamária Tóth HUN Hungria             |
| Munique 1972 (detalhes)          | Mary Peters GBR Grã-Bretanha          | Heidemarie Rosendahl FRG Alemanha Ocidental | Burglinde Pollak GDR Alemanha Oriental |
| Montreal 1976 (detalhes)         | Siegrun Siegl GDR Alemanha Oriental   | Christine Laser GDR Alemanha Oriental       | Burglinde Pollak GDR Alemanha Oriental |
| Moscou 1980 (detalhes)           | Nadejda Tkachenko URS União Soviética | Olga Rukavishnikova URS União Soviética     | Olga Kuragina URS União Soviética      |